# Ignacio Morán Fuenzalida
Ignacio Morán Fuenzalida; político chileno. Nació en Santiago, en 1799. Falleció en la misma ciudad el 14 de agosto de 1883. Hijo único de don José Ignacio Morán Burgos y doña María Josefa Fuenzalida y Torres, heredero de la hacienda Morán, cerca de Calera de Tango.
Casado con Manuela Portales Palazuelos, hermana del ministro Diego Portales. Enviudó en 1865. Contrajo segundas nupcias en noviembre de 1868 con Ana Josefa Sotomayor Baeza, hermana del ministro Rafael Sotomayor Baeza. Con ninguna tuvo descendencia.
Opositor al régimen de Manuel Montt, fue militante del Partido Liberal. Colaborador de la fundación del Club de la Reforma y la Sociedad Literaria de 1842, siendo importante impulsor de las letras nacionales.
Elegido diputado por Constitución y Cauquenes en 1849 y reelegido en 1852. Posteriormente salió elegido diputado suplente por Chillán, en 1855, pero nunca llegó a asumir como titular. Consejero de Estado en 1861 y del tesoro en 1863.
Retirado de la vida política al enviudar, en 1865, se dedicó a viajar por algunos países de América y Europa, donde fue acompañado posteriormente por su segunda esposa.